# Рай-Барелі
Рай-Барелі (англ. Raebareli, гінді रायबरेली) - місто на півночі Індії, в штаті Уттар-Прадеш, адміністративний центр однойменного округу.

## Географія
Розташоване на північночі Уттар-Прадешу, на лівому березі річки Сай, за 62 км на південний схід від Лакхнау, адміністративного центру штату і на відстані 460 км на південний схід від Нью-Делі, столиці країни. Висота над рівнем моря - 110 метрів  . 

## Демографія
За даними перепису населення 2011 року, населення міста становила 152 010 осіб, з яких чоловіки становили 52,3 %, жінки — відповідно 47,7 %. Рівень грамотності дорослого населення становив 74,8%. Рівень грамотності серед чоловіків становив 78,6%, серед жінок – 70,5%. 9,9% населення становили діти віком до 6 років  . Динаміка чисельності населення міста за роками:
| 1991    | 2001    | 2011    |
| ------- | ------- | ------- |
| 129 904 | 169 285 | 191 056 |

## Економіка та транспорт
Основу економіки міста становлять торгівля (насамперед продуктами сільськогосподарського виробництва ) та текстильна промисловість . На його околицях вирощують рис, пшеницю, ячмінь і просо  .Сполучення Рай-Барелі з іншими містами Індії здійснюється за допомогою залізничного та автомобільного транспорту. За 8 кілометрів на схід від міста розташований однойменний аеропорт .